# Hayman John Hayman-Joyce
Hayman John Hayman-Joyce, britanski general, * 1897, † 1958.